# Llista de topònims d'Alenyà
Llista de topònims (noms propis de lloc) d'Alenyà (Rosselló).
Informació actualitzada per un bot. Els canvis manuals es perdran quan s'actualitzi!

## Misc
| imatge | Nom                                  | Ubicat a           | instància de                          | Detalls                                        | coordenades                                                                                              | Protecció | Commons (més fotos)                            | Dades a WD                    |
| ------ | ------------------------------------ | ------------------ | ------------------------------------- | ---------------------------------------------- | --- | --------- | ---------------------------------------------- | ----------------------------- |
|        | Agulla de la Mar                     | Pirineus Orientals | canal                                 | Desemboca: Estany de Sant Nazari Llarg: 13.3km | 42° 38′ 58″ N, 3° 01′ 05″ E / 42.649575°N,3.018182°E                                                     |           |                                                | Modifica les dades a Wikidata |
|        | Boaçà                                | Alenyà             | vilatge                               |                                                | 42° 38′ 25″ N, 2° 58′ 01″ E / 42.640383°N,2.966944°E                                                     |           |                                                | Modifica les dades a Wikidata |
|        | Boaçà                                | Alenyà             | despoblat                             |                                                | |           |                                                | Modifica les dades a Wikidata |
|        | Santa Eulàlia i Santa Júlia d'Alenyà | Alenyà             | església                              |                                                | 42° 38′ 17″ N, 2° 58′ 48″ E / 42.638°N,2.98°E 9.9 msnm                                                   |           | Église Sainte-Eulalie et Sainte-Julie d'Alénya | Modifica les dades a Wikidata |
|        | casa de la vila d'Alenyà             | Alenyà             | instal·lació Ús: seu del govern local |                                                | 42° 38′ 16″ N, 2° 58′ 51″ E / 42.6378420344713°N,2.98074737727566°E fr:PL DE LA REPUBLIQUE, 66200 ALENYA |           | Town hall of Alénya                            | Modifica les dades a Wikidata |